# ジャンヌ・ダルクへの道〜格闘美宣言〜
ジャンヌ・ダルクへの道〜格闘美宣言〜（ジャンヌ・ダルクへのみち〜かくとうびせんげん〜）は、BSジャパンで2000年12月2日から2003年3月29日まで放送されたプロレス番組。

## 概要
2000年12月に開局したBSジャパンの目玉番組の一つと位置づけられていた。KDDI一社提供。放送時間は毎週土曜13時から14時。
吉本女子プロレスJd'の試合中継がメインとなるが、BSジャパンとJd'のプロジェクト「アストレス」を追ったドキュメンタリーも番組内で放送されていた。
特にアストレスのメンバーが絡む試合はBSジャパンの独占中継となっていた。BSジャパンによるTV王座「BSジャパン認定クイーン・オブ・ザ・リング王座」も設けられた。
2001年4月3月からは深夜枠で『Jd'神話』も開始されてBSジャパンにおけるJd'番組は2枠となった。
2003年3月を以って終了。アストレスのドキュメンタリーは『ViVa!アストレス』、『アストレスの美しき挑戦 アクションスターへの道』へと引き継がれた。

## MC
ともに当時テレビ東京アナウンサー。
- 山本薫（ - 2002年3月）
- 四家秀治（2002年4月 - ）

## 実況
- 皆藤慎太郎